# Borgehalls naturreservat
Borgehall är ett naturreservat i Skövde kommun i Västra Götalands län.
Området har varit skyddat sedan 1998 och är 3 hektar stort. Det är beläget nordväst om tätorten Lerdala och består av ett bergsområde. Borgehall avsattes som domänreservat redan 1943.

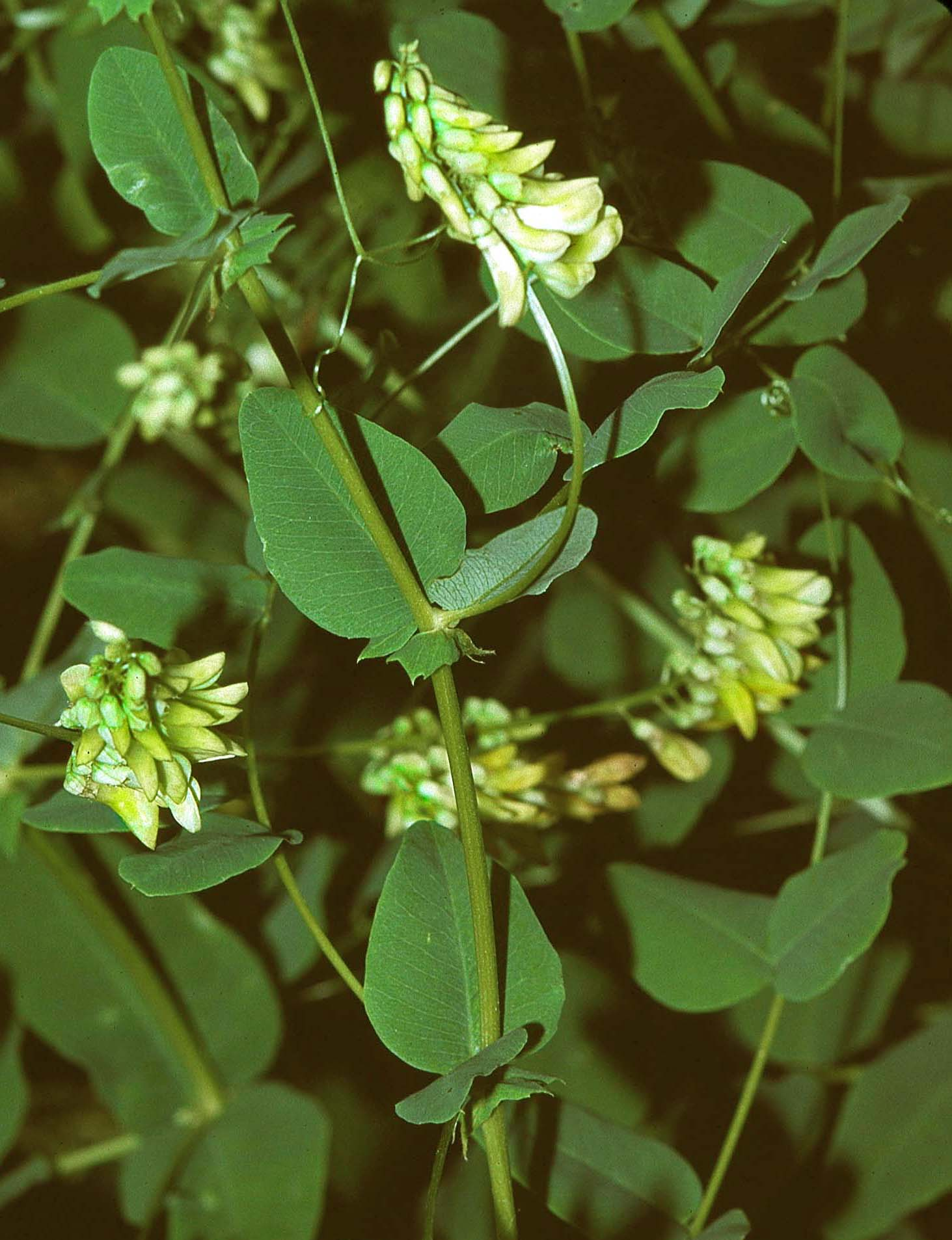
Ärtvicker

Reservatet utgörs till stor del av en klippa med tillhörande sluttningar och brant mot söder. Klippan är en fornborg och en stig leder ditupp. Rester av borgen breder ut sig över ett område på 150 x 80 meter. Branten har goda förutsättningar som häckningslokal för vissa fågelarter. På sluttningen nedanför den branta sydsidan finns ett trädskikt av tall, ek och fågelbär. Inom reservatet finns fortfarande växtlokal för den mycket sällsynta ädellövskogsväxten ärtvicker (Vicia pisiformis). 